# Škoda Transtech
Škoda Transtech — найбільший у Фінляндії виробник низькопідлогового трамвайного та залізничного рухомого складу. Спеціалізується на виробництві трамвайних та залізничних транспортних засобів для екстремальних кліматичних умов, таких, як у Фінляндії.

## Історія
Компанію створено 1985 року, коли фінська інженерна компанія Rautaruukki розпочала виробництво вантажних вагонів в Отанмякі та Тайвалкоскі. 1991 року залізничний рухомий склад заводу Valmet (у Тампере), що спеціалізувався на виробництві вагонів та локомотивів, був об'єднаний з Transtech. 1998 року Раутарууккі продав завод «Тайвалкоскі» компанії «Telatek Oy», залишивши за собою завод «Отанмякі».
У червні 1999 року Rautaruukki продала Transtech компанії Patentes Talgo SA з Іспанії, але згодом була продана фінській групі Pritech Oy у березні 2007 року. У період володіння іспанської компанії була відома як Talgo Oy, але пізніше повернулися до попередньої назви. У серпні 2015 року Škoda Transportation викупила 75 % акцій компанії, викупивши решту 25 % у травні 2018 року та змінивши її марку на Škoda Transtech у жовтні 2018 року.

## Рухомий склад

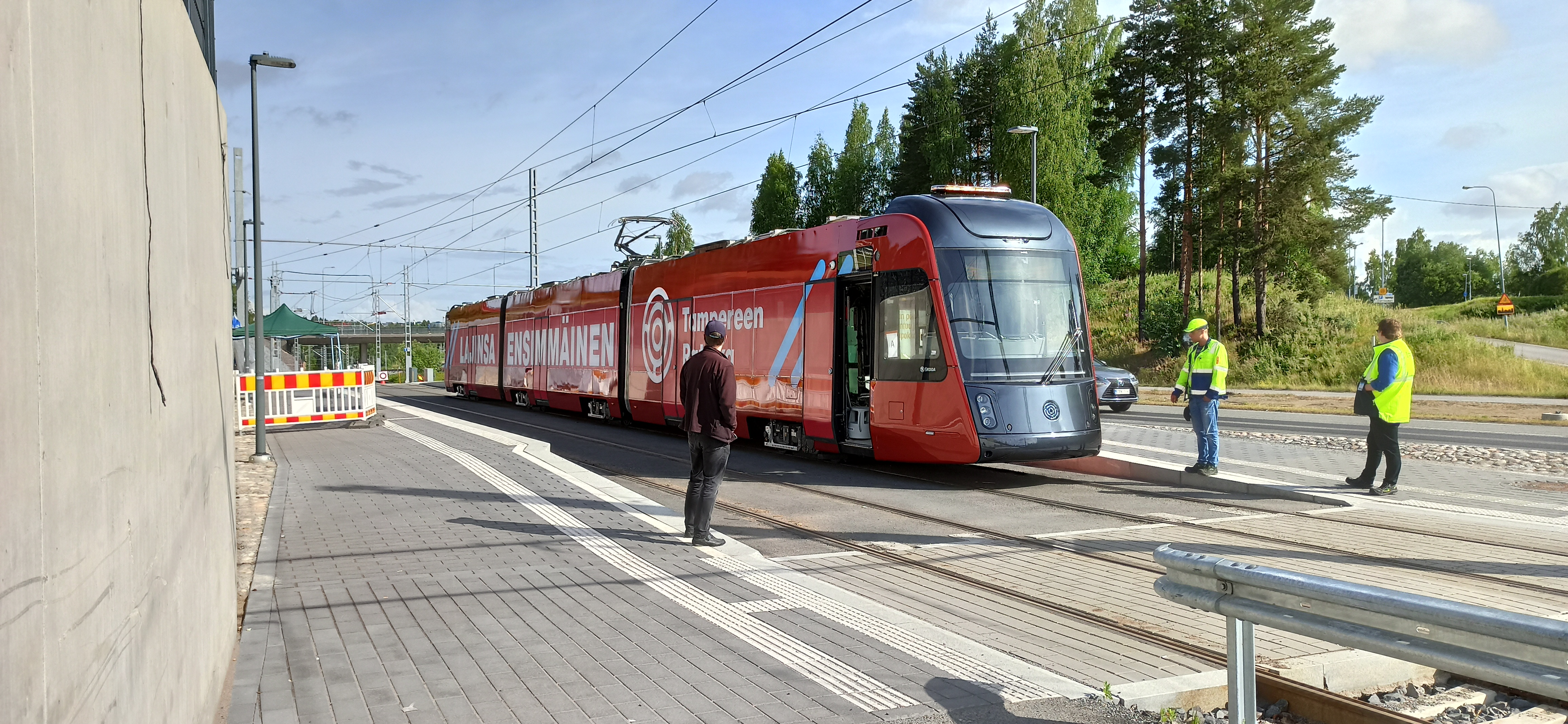
Трамвай Artic X34 у Тампере.

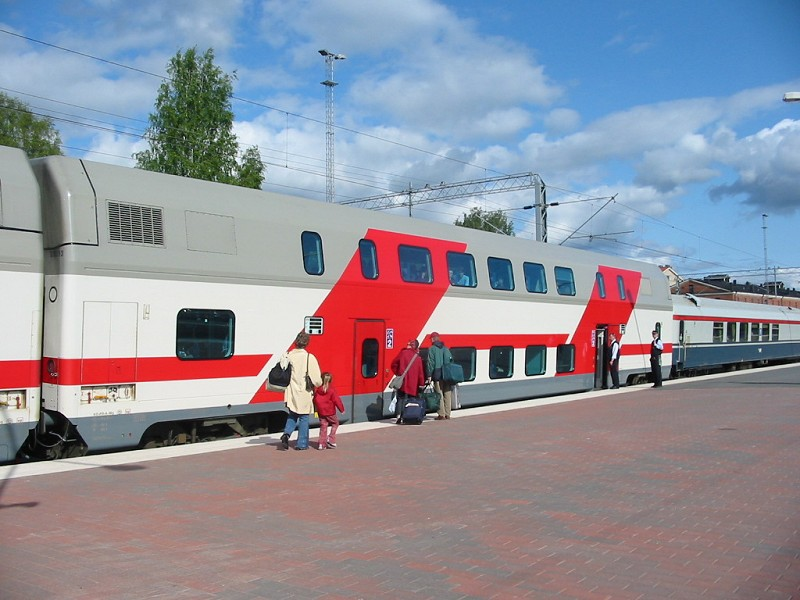
двоповерхові вагони VR Class Edfs (InterCity 2) побудовані в Отанмякі компанією Talgo Oy (тепер Transtech Oy)

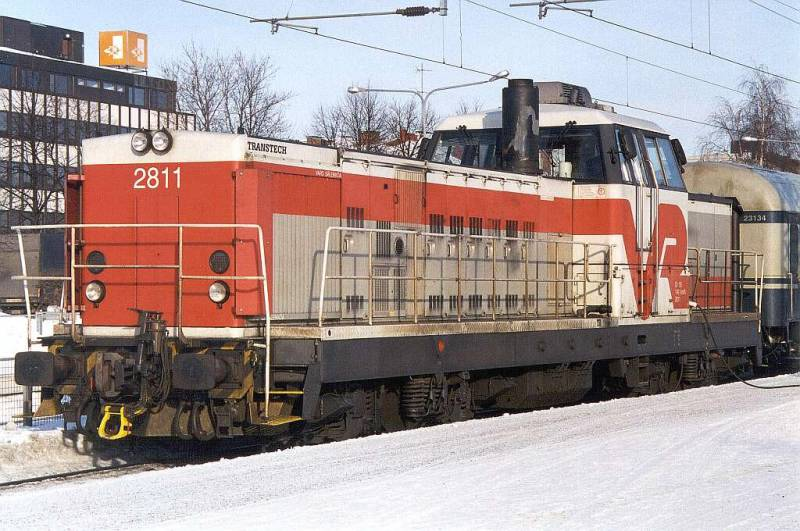
Локомотиви VR Class Dr16 збираються компанією Transtech.

Компанія виготовляє двоповерхові вагони (спальні вагони, пасажирські вагони InterCity 2 та вагони-автомобілевози), що використовуються VR (фінськими залізницями). Також виготовляє нові зчленовані трамваї типу ForCity Smart Articдля Гельсінського трамваю.
У жовтні 2016 року компанія Transtech виграла тендер на постачання 19 трамваїв для Тампере. Škoda Transtech також братиме участь у постачанні сучасних трамваїв для німецької транспортної компанії Verkehrsverbund Rhein-Neckar, для мереж трамвай Мангайма — Людвігсгафена та Гайдельберг, разом зі Škoda Transportation.
У жовтні 2018 року Škoda Transtech продала два трамваї Artic пре-серії німецькій компанії-оператору Schöneicher-Rüdersdorfer Strassenbahn GmbH (SRS) для лінії Трамвай Берлін — Шенайхе — Рюдерсдорф
У вересні 2019 року Škoda Transtech оголосила, що вони виграли тендер на постачання приміських поїздів для
латвійської пасажирської залізничної компанії PV вартістю ~250 млн євро, з виконанням замовлення, яке має початися 2021 року й триватиме до 2024.